# Gutkeled nemzetség

A Gutkeled nemzetség címere

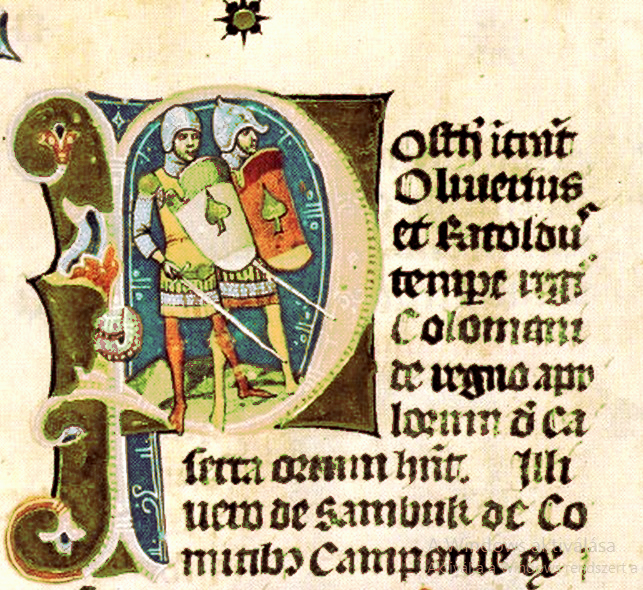
Képes krónika

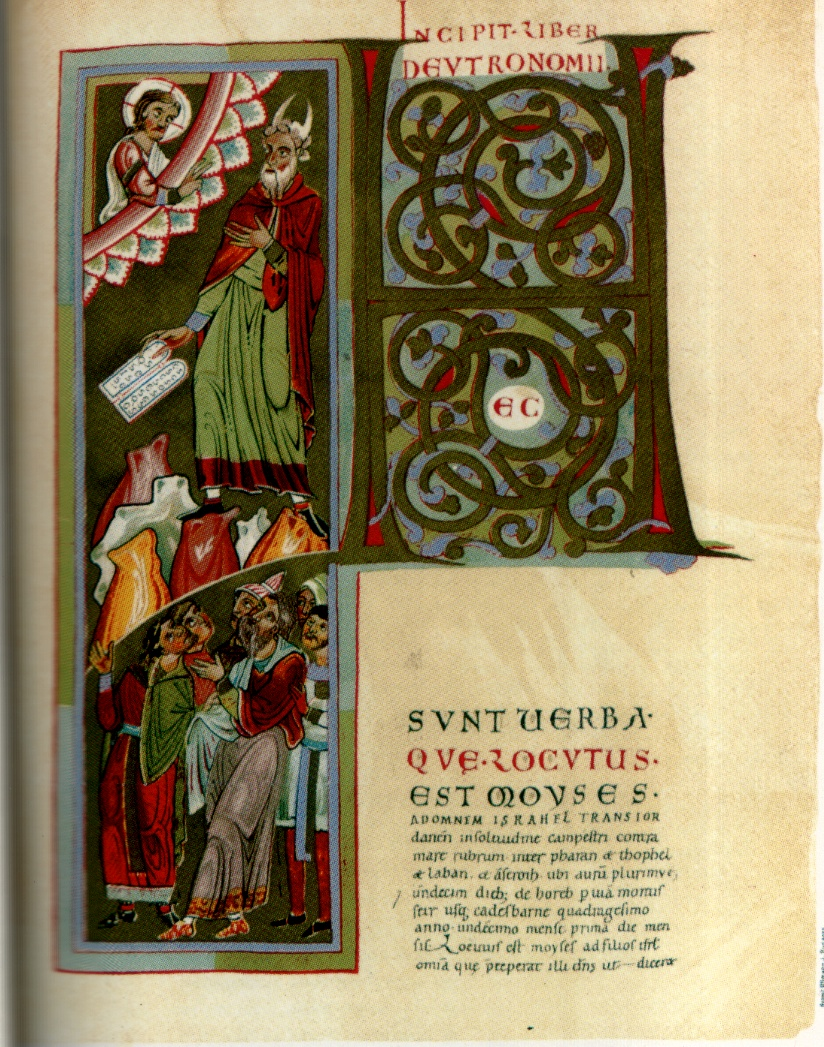
Az Admonti illetve Gutkeled biblia egy lapja

A Gutkeled (Guthkeled, Gút-Keled, Gut-Keled, Cletgud, Gledguth, Gwthkeleth) nemzetség leszármazottai közül az elmúlt 900 évben egy lengyel király mellett számtalan erdélyi fejedelem, herceg, nádor, erdélyi vajda, országbíró, bán, esztergomi érsek, tárnokmester, ajtónállómester, lovászmester, ispán került ki. 
A hatalmas Gutkeled nemzetségből összesen 18 család vált ki Jósa András régész szerint: a várkonyi és bősi Amadé, Anarcsi, Atyai, Balkányi, ecsedi és somlyói Báthori, butkai Butkay, Chatáry, Daróczy, Doby, kis- és nagygúti és a gúti Országh, Málczay, Marczaltőy, márki Márky, Maróthi, ráskai Ráskay, szakolyi és kisvárdai Szakoli és a Zeleméri (Kamarás) család.

## Történetük
Kézai Simon szerint a Gutkeled nemzetség ősei Orseoló Péter király idejében (1038 – 1041) jöttek Magyarországra
a Sváb Hercegségből, a Stof, azaz Stauf-házból származtak. Stauf vára vagy a badeni Freiburg vidéki Burg Staufen, vagy a württenbergi Hohenstaufen vagy a göppingeni Hohenstauf lehetett. Gut és Keled ispánok 1093-ban és 1111-ben szerepelnek az oklevelekben.
A nemzetség legrégebbi ismert tagja Gutkeled nembeli Vid ispán, a Ráskaiak őse, Salamon király idejéből.

## Birtokaik
Legrégibb ismert birtokuk a Székesfehérvár melletti Gút falu, de legjelentősebb birtokaik a Nyírségben voltak. A Zala vármegyei csatári monostor alapítólevele szerint ott a nemzetségnek legalább öt tagja volt birtokos. Emellett ők alapították a sárvári, a nyíradonyi és az Egyedi monostort is.
1326-ból ismert a nemzetség egyik ágának folyamodványa, és az ennek alapján kiállított adománylevél, mely a Somogy megyei Koppányt leverő Weissenburgi Vencellint a Gutkeled nemzetség ősének nevezi, és az oklevél szerint még ő kapta Szent Istvántól Rakamaz, Nyír-Bátor (Nyírbátor), Pócs (Máriapócs), Ábrány (Nyírábrány), és Nyíregyház (Nyíregyháza) nevű falvakat.
A nemzetség tagjai 1307-ben osztoztak meg Bihar vármegyei ősi birtokaikon, ekkor Kozma fia Ivánka mester Negyvenszilt nyerte. Ivánka és egyik rokona (talán öccse?), János mester 1312-ben részt vett Károly Róbert Kassa felmentésére Aba Amadé fiai ellen indított, győztes hadjáratában.
Az 1312. évi osztozkodáskor a nemzetség birtokában volt Pérecs és Diószeg is. Ezenkívül bírták még: 1321-ben Kágyát, Szebent, Orbánost és Botkutátis megszerezték, az utóbbiakat 1335-ben Nagy-Károly-ért cserélték el. 1352-ben pedig Bánkot a Kállayaktól nyerték cserébe. 1338-ban Nagyér, 1347-ben Adonymonostora, 1397-ben pedig Egyed, Csokaly, Tiszapáliháza és Vidékháza is a birtokukba került. Az e nemzetségből leszármazott Maróti család, melynek őse az 1272-1298 közt élt Csépán unokája István volt, csak a 15. század elején nyert nagyobb birtokokat a vármegye területén Zsigmond királytól. 1418-ban Szekcsőd, és Bökény is a birtokaik közé tartozott.
1287-től az 1400-as évek elejéig Küngös (ekkoriban Kyngus, és Kingus) is az ő birtokuk volt. Királynéi lovászok, hercegi népek lakják.

## A Gutkeled nemzetség ágai és családjai
A nemzetség 2, a sárvármonostori és a majádi főágra oszlik, amelyekből 4 és 3 ágon keresztül legalább 55 nemesi család származik.
A két főág és a hét ág:

### Sárvármonostori főág
Apaj - István bán ága
- Málczay család
- Bacskai család
- butkai Butkay család
  - butkai Sándor család
  - buthkai és izbugyai Wiczmándy család
- Chatáry család
  - chatári Zalay család
- ráskai Ráskay család
  - Ráskay-Soós család
- Raszinjakeresztúri család
  - raszinjakeresztúri Apajfi család
  - razinai Bocskay család
- márki Márky család
- Anárcsi család(*)
  - anárcsi Tegzes
  - anárcsi Nyíri

Várdai ág
Ez az ág a sárvármonostori főág egyik leggazdagabb és legelőkelőbb hajtása volt. Ehhez az ághoz tartozott I. Pelbált fia Pelbárt, aki 1250-ben Sárvármonostor kegyurai között foglalt helyet. 1264-ben Gacsályon lakott. I. Pelbárt unokatestvére volt Mihály, a Várday család őse. Fiai Aladár és László voltak, akik 1250-ben Sárvármonostor helyreállításán fáradoztak. Aladár unokája János, 1330-ban Szamosbecset nyerte Druget Vilmos szepesi és abaújvári főispántól, de ezt 1334-ben vissza kellett adnia. 1333-ban megvette Pete helység negyedét a Balkányiaktól, ettől kezdve a Várdai család mindegyre több birtokot szerzett Szatmár vármegyében is.
- Várdai család
- Kenézi család
- Anárcsi család(*)
  - anárcsi Tegzes
  - anárcsi Nyíri

Farkas ága
- Atyai család(*)
- Szemesi család
- Balkányi család
- Daróczy család
- gúti Gúthy család
  - Guthi Ország család

Tiba ága
- Gacsályi család
  - Eölvedy Gachal család
- Rozsályi család
  - nemes és báró rozsályi Kún család
- Atyai család(*)
- Apagyi család

### Majádi főág
Bátori ág
- Rakamazi család
- Báthori-család
  - somlyai
  - ecsedi
  - szaniszlófi
- Szakolyi család
  - szakolyi
  - kisvárdai
- Zeleméri (Kamarás) család

Egyedmonostori ág
- Adonyi család
- Perbárthidi család
- Diószegi család
- Doby család

Lotárd ága
- báró és gróf Amadé család
  - várkonyi
  - böősi
- Marczaltőy család
- Felsőlendvai család
- Maróti család

### Egyéb tagok
- Bélyi család
- Kusalyi Jakcs család

## Ismert Gutkeled nembeliek
- Vid bácsi ispán(-1074 március 14.), Salamon király főembere
- Gutkeled nembeli István (? – 1259) nádor, szlavón bán, Stájerország kapitánya.
- Gutkeled Miklós erdélyi vajda, Gutkeled István (nádor) fia
- Gutkeled nembeli Joachim (? – 1277. április) szlavón bán, a kor legjelentősebb oligarchája, Gutkeled nembeli István (nádor) fia
- Gutkeled nembeli István országbíró, Gutkeled nembeli István (nádor) fia
- Gutkeled nembeli Pál macsói bán, Gutkeled nembeli István (nádor) fia
- Gutkeled nembeli Lotárd
- Gutkeled nembeli Miklós horvát–dalmát bán (1323–)
- Gutkeled (vagy Gutkeleb) nemzetségbeli Kozma (1287-)
- Gutkeled (vagy Gutkeleb nemzetségbeli) Kis Kozma (1308-), Gutkeleb nb. Kozma fia, Kyngus birtokosai
- Bátori Bereck

## A régi krónikák a Gutkeled nemzetségről
Hanem az után Péter király idejében jőnek bé Kelad és Gúth testvérek a svábok nemzetségéből; Stof várából erednek.
Gutkeled nemzetségéről sokat beszélnek, bizonyos azonban, hogy Péter király hozta be őket segítségül, amikor Henrik császárhoz menekült. A svábországi Stauf várából eredtek, ahonnan Frigyes császár is származik. Ez a nemzetség Svábország főembereiből való, örökségükre ugyan szegények, de említett hazájukban derék, hatalmas emberek. Gutkeled nemzetsége Salamon király, László és Géza hercegek idejében emelkedett fel. E nemzetség ugyanis akkor két részre szakadt, egyik a hercegekkel tartott, másik Salamonnal; kiváltképpen Videt emlegetik ebből a nemzetségből, akit - mint mondják - Salamon magasztalt fel